# Fria liberaler i Svenska kyrkan
Fria liberaler i Svenska kyrkan, förkortat FiSK, är en av de nomineringsgrupper som är representerade i kyrkomötet. 

## Historik
När Folkpartiet, efter Svenska kyrkans skiljande från staten, vid landsmötet i Västerås 2003 beslutade att inte längre ställa upp i kyrkovalet bildade liberaler med intresse och engagemang för Svenska kyrkan nätverket FiSK, byggt på socialliberal grund.
I kyrkovalet 2013 fick FiSK 22 350 röster och åtta mandat. Enligt preliminära valresultat minskade FiSK i kyrkovalet 2017 från 3,3% till 2,9% och tappade därmed ett mandat, men ökade dock antalet röster till 27 028.  Den 12 maj 2012 bytte nätverket namn från "Folkpartister i Svenska kyrkan" till det nuvarande.
FiSK har även regionala och lokala föreningar för stift- och församlingsnivåerna, där liberaler valt att engagera sig kyrkopolitiskt.

## Valresultat
- 2001: 5,79 % 15 mandat
- 2005: 5,95 % 15 mandat
- 2009: 5,26 % 13 mandat
- 2013: 3,29 % 8 mandat
- 2017: 2.94 % 7 mandat
- 2021: 1.61 % 4 mandat